# Micropoda daviesae
Espèce
Micropoda daviesae est une espèce d'araignées aranéomorphes de la famille des Sparassidae.

## Distribution
Cette espèce est endémique de Nouvelle-Bretagne en Papouasie-Nouvelle-Guinée.

## Description
Le mâle holotype mesure 6,6 mm et la femelle paratype 6,5 mm

## Systématique et taxinomie
Cette espèce a été décrite par Grall et Jäger en 2022.

## Étymologie
Cette espèce est nommée en l'honneur de Valerie Todd Davies.

## Publication originale
- Grall & Jäger, 2022 : « Four new genera of Heteropodinae Thorell, 1873 from Malaysia, Brunei and Papua New Guinea (Araneae: Sparassidae). » Zootaxa, no 5169(1), p. 1-25.